# Robin Wallner
Robin Wallner (ur. 4 lipca 1988) – szwedzki kolarz górski, złoty medalista mistrzostw Europy.

## Kariera
Największy sukces w karierze Robin Wallner osiągnął w 2010 roku, kiedy zwyciężył w downhillu podczas mistrzostw Europy w Hajfie. W zawodach tych wyprzedził Szwajcara Nicka Beera oraz Austriaka Markusa Pekolla. Mimo kilkukrotnych startów w mistrzostwach świata, nigdy nie zdobył medalu.